# Museu Nacional Danès de Fotografia
El Museu Nacional Danès de Fotografia és un museu danès de fotografia dependent de la Biblioteca Reial Danesa que està situat a l'edifici denominat Black Diamond a l'illa de Slotsholmen de Copenhaguen.
Fundat el 1996 com a organisme associat de la Biblioteca Reial Danesa no va acabar d'instal·lar a l'edifici Black Diamond fins al 1999.
La Biblioteca Reial ha estat recollint fotografies de la seva invenció. Al principi es pegaven les fotografies en àlbums i el seu nombre va anar augmentant mitjançant donacions i adquisicions. El 1902 la col·lecció es va incorporar al Departament de Mapes i Imatges de la Biblioteca Reial que s'acabava de crear. Des del començament de la dècada de 1950 es van intensificar els esforços per construir una àmplia col·lecció de fotografies sota la direcció de Bjørn Ochner, que és considerat com el primer historiador danès de fotografia. Actualment la Biblioteca Reial disposa de prop de 18 milions de fotografies.
En les seves col·leccions es poden trobar unes 100.000 fotografies de fotògrafs danesos i estrangers des 1839 a l'actualitat. La col·lecció de daguerreotips és la més extensa d'Escandinàvia. Els exemplars del segle xix destaquen per la seva representativitat.